# Ronan Dantec
Pour les articles homonymes, voir Dantec.
Ronan Dantec est un homme politique et écrivain français né le 5 août 1963 à Brest.
Conseiller municipal et métropolitain de la ville de Nantes et de Nantes Métropole, il est élu sénateur de la Loire-Atlantique le 25 septembre 2011 et élu pour un second mandat le 24 septembre 2017. Il est vice-président de la commission de l'aménagement du territoire et du développement durable du Sénat.
Militant écologiste et régionaliste breton, il participe à la formation des Verts et crée le groupe nantais en 1984. Il a été membre du parti Europe Écologie Les Verts jusqu'en 2019. Il est actuellement président de l'association Ensemble sur nos territoires (ESNT).

## Situation personnelle

### Origines et formation
Fils d'un père syndicaliste FO et militant socialiste, Ronan Dantec passe sa jeunesse en Bretagne, sa région natale. Il est marqué par le naufrage de l'Amoco Cadiz en bordure des côtes bretonnes en mars 1978. La lutte contre le projet de centrale nucléaire à Plogoff, entre 1978 et 1981, est son « événement politique fondateur ». Il a alors 18 ans.
Ronan Dantec arrive à Nantes en 1983. Il intègre l'école nationale vétérinaire et y est diplômé.

### Carrière professionnelle
En 1987, il participe à la fondation de la radio Alternantes FM et la dirige jusqu'en 1994. Au début des années 1990, il se lance dans la création culturelle et monte une entreprise de création et de location d'expositions culturelles. Il est l'auteur de nombreuses expositions.
Ronan Dantec est également écrivain. Il écrit des livres sur l’histoire des loisirs populaires et sur l’évolution des représentations et des identités.

## Parcours politique

### Mandats locaux
Son parcours d’élu débute en 2001 comme adjoint au maire de Nantes Jean-Marc Ayrault et vice-président de la Communauté urbaine de Nantes, aujourd'hui Nantes Métropole, chargé de l'environnement et du développement durable. Il conduit notamment la mise en place de l’Agenda 21 de la ville en 2005 et du plan climat en 2006. Il pilote également avec succès la candidature de Nantes au titre de Capitale verte de l'Europe pour l'année 2013,,.
Une fois élu au Sénat, en septembre 2011, Ronan Dantec démissionne de ses deux mandats exécutifs locaux. Il est actuellement conseiller municipal de Nantes et conseiller métropolitain de Nantes Métropole, sans responsabilité exécutive conformément à la loi sur le non-cumul des mandats,.
Lors de la pandémie de Covid-19, il participe à la mise en place d'un groupe scientifique de soutien en Loire-Atlantique pour aider les élus locaux. Composé de spécialistes en épidémiologie, ce groupe scientifique apporte des conseils aux collectivités, notamment sur les gestes d'hygiène à mettre en place,. Il soutient également la consultation citoyenne lancée par une soixantaine de parlementaires français et européens pour penser la sortie de la crise sanitaire,. Cette consultation débouche sur une trentaine de propositions qui furent présentées au Parlement.
En octobre 2019, Ronan Dantec rejoint la liste de la maire sortante socialiste de Nantes Johanna Rolland pour les élections municipales de 2020 et rend sa carte d'Europe Écologie Les Verts dont il était adhérent depuis trente-six ans.

### Territoires44
En 2017, Ronan Dantec est l'un des membres fondateurs de Territoires44, réseau d'élus de la Loire-Atlantique qui souhaitent développer de nouvelles formes de démocratie participative. Ces élus sont acteurs de l'aménagement, portent la transition écologique, sociale et démocratique ainsi que la coopération entre les territoires, dans leurs mandats respectifs. Ils et elles participent à la décision publique quel que soit l’échelon : local, départemental, régional ou national. Les membres du réseau coopèrent, s'entraident, se nourrissent de l'expérience des uns et des autres et définissent des positions communes,. Ces élus, de gauche, écologistes ou préfèrent ne pas se situer sur l’échiquier politique, adhèrent à la charte de Territoires44.

### Mandats parlementaires
Depuis le 25 septembre 2011, Ronan Dantec est sénateur de la Loire-Atlantique. Membre du groupe écologiste du Sénat entre 2011 et 2017, puis rattaché au groupe RDSE jusqu'en 2020, il est aujourd'hui membre du nouveau groupe écologiste du Sénat créé en 2020,. Il est vice-président de la commission de l'aménagement du territoire et du développement durable du Sénat et membre de la Fédération des Élus Verts et Écologistes (FEVE).
Ronan Dantec a été, dès 2011, le premier parlementaire à confier la gestion de sa réserve parlementaire annuelle à un jury indépendant composé de présidents de conseils de développement et de personnalités du monde associatif. Il n’intervient pas dans le choix des projets sélectionnés à partir de dossiers présentés par les municipalités de Loire-Atlantique,,.
Il est rapporteur des deux premières propositions de loi portées par un groupe parlementaire écologiste et adoptées définitivement : 
- Loi du 16 avril 2013 relative à la création de la Haute Autorité de l'expertise scientifique et de l'alerte en matière de santé et d'environnement, loi dite Protection des lanceurs d’alerte (auteur Marie-Christine Blandin)[34] ;
- Loi du 6 février 2014 visant à mieux encadrer l'utilisation des produits phytosanitaires sur le territoire national, loi dite zéro phyto (auteur Joël Labbé)[35].

En 2017, il est rapporteur de la commission d'enquête sénatoriale sur « la réalité des mesures de compensation des atteintes à la biodiversité engagées sur des grands projets d'infrastructures, intégrant les mesures d'anticipation, les études préalables, les conditions de réalisation et leur suivi ». Ronan Dantec a ainsi mené une cinquantaine d’auditions et effectué quatre déplacements durant les travaux de cette commission. Le rapport intitulé « Compensation des atteintes à la biodiversité: construire le consensus » est adopté à l’unanimité le 25 avril 2017.
Il a été membre du Conseil d'orientation de l’Observatoire national sur les effets du réchauffement climatique (ONERC) en France métropolitaine et dans les départements et territoires d'outre-mer de 2011 à 2017. En 2017, il est nommé Président de la commission spéciale chargée de l’orientation de l’action de l’ONERC au sein du Conseil national de la transition écologique (CNTE). Cette commission est notamment chargée du pilotage du Plan national d'adaptation au changement climatique (PNACC),.
À la suite des élections sénatoriales en septembre 2017, Ronan Dantec est réélu pour un second mandat par 484 grands électeurs du département,.
Fin 2017, lors de l'examen au Sénat du projet de loi de finances 2018, Ronan Dantec alerte le ministre Gérald Darmanin face à la hausse des taxes programmée sur les carburants (taxe carbone). Selon le sénateur écologiste, cela entraînera « une levée de boucliers massive contre cette mesure », en ajoutant : « il nous faut gagner l’appui des territoires, car ce sont ceux qui habitent dans les zones périurbaines qui subiront le plus l’augmentation de la fiscalité, parce que condamnés à la mobilité thermique aujourd’hui. Si vous ne les aidez pas, cela ne marchera pas ! ». Le mouvement des Gilets jaunes donne raison à Ronan Dantec qui est alors surnommé « Madame Irma » par les médias,.
En 2019, il est co-auteur du Rapport d'information n°511 « Adapter la France aux dérèglements climatiques à l'horizon 2050 : urgence déclarée », déposé le 16 mai 2019, fait au nom de la  Délégation sénatoriale à la prospective] avec le sénateur Jean-Yves Roux.
En 2020, il est nommé président du groupe de suivi « Enjeux internationaux - Climat - Environnement – Développement » au sein de la commission de l’aménagement du territoire et du développement durable du Sénat, qui assure le suivi des négociations internationales menées dans le cadre des Conférences des parties (COPs climat, biodiversité, désertification) et de l’Agenda 2030 de l'Organisation des Nations unies.
En 2021, dans le cadre des travaux de ce groupe de suivi, Ronan Dantec est co-auteur d’une Résolution du Sénat visant à affirmer la nécessité d’un accord ambitieux lors de la COP26 à Glasgow permettant de garantir l’application effective de l’Accord de Paris sur le climat, adoptée le 2 novembre 2021, et qui a été cosignée par la quasi-totalité des groupes politiques.
À la suite de cette résolution, il est co-auteur du Rapport d'information n°279  « Bilan des négociations climatiques de Glasgow (COP26) », déposé le 9 décembre 2021, fait au nom de la commission de l'aménagement du territoire et du développement durable avec les sénateurs Didier Mandelli et Guillaume Chevrollier.

### Ensemble sur nos Territoires

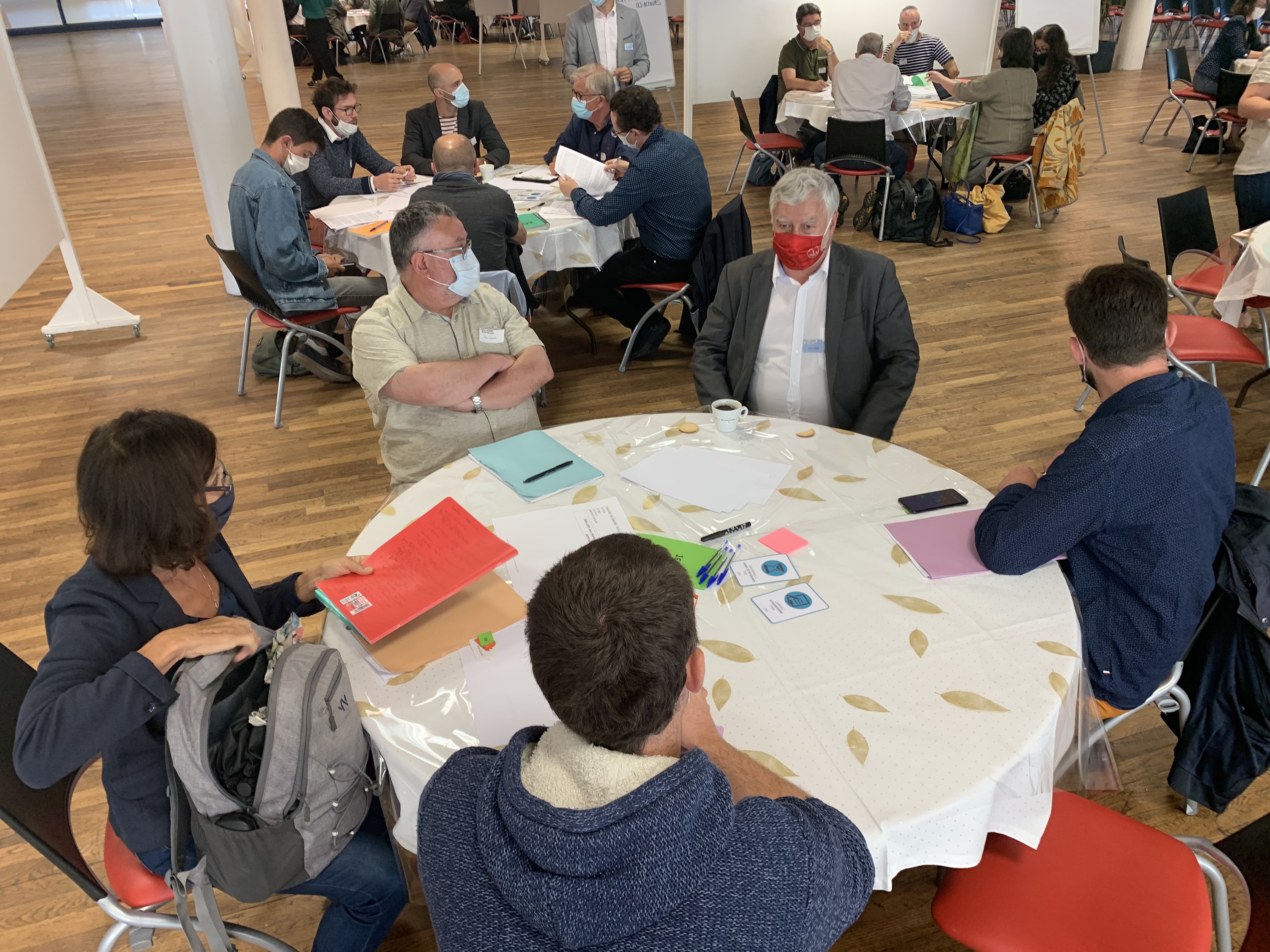
Ronan Dantec lors de la journée de réflexion organisée à Lorient le 29 août 2020.

En 2019, Ronan Dantec devient le président d'un nouveau mouvement politique, Ensemble sur nos Territoires (ESNT), créé à son initiative au lendemain des élections européennes de 2019. Faisant le constat des scores élevés des listes populistes et de la fragmentation des offres politiques portant la transition écologique et sociale, lui et des élus ont lancé un appel le 6 juin 2019 pour construire un rassemblement porteur de projets adaptés à leurs territoires. Des rencontres nationales ont eu lieu les 4 et 5 octobre 2019 à Erdeven et une association à objet politique est née de ces travaux : Ensemble sur nos Territoires. Cette association se donne trois objectifs, :
- Porter la transition écologique et sociale, à travers un ensemble de priorités politiques précisées dans ces statuts ;
- Chercher constamment à rassembler l’ensemble des forces de gauche et écologiste portant cette transition ;
- S’appuyer sur les dynamiques territoriales et les élus locaux, socle de notre démocratie.

Le 29 août 2020, une journée de réflexion a été organisée à Lorient pour « créer les conditions d'un rassemblement en vue des régionales [en Bretagne] ». Une centaine de représentants des forces politiques des gauches, de l'écologie et régionalistes ont participé à une dizaine d'ateliers pour construire les priorités des prochaines décennies en Bretagne,,.

## Domaines d'expertise

### Énergies
Ronan Dantec est un élu très engagé sur les questions de politique énergétique. De février à juillet 2012, il est membre de la commission d’enquête sénatoriale sur le « coût réel de l'électricité afin d'en déterminer l'imputation aux différents agents économiques »,. Dans sa contribution, il souligne que le prix réel du mégawattheure d’électricité d’origine nucléaire serait, en intégrant l’ensemble des coûts, de l’ordre de 75 €, soit bien plus élevé que le tarif officiel et au même niveau que l’éolien terrestre.
Ronan Dantec est membre du parlement du Débat National sur la Transition Énergétique (DNTE) qui s’est déroulé de décembre 2012 à juillet 2013. Dans le cadre de ce débat, il est président du groupe de travail consacré à la gouvernance, qui a notamment élaboré des propositions sur la création d’un Conseil supérieur d’orientation de la transition énergétique et sur le renforcement du rôle des collectivités territoriales dans la transition énergétique,.

### Transports
En 2012 et 2013, Ronan Dantec est rapporteur des avis sénatoriaux sur le budget de l’État relatif aux transports routiers, au nom de la Commission du Développement durable, des Infrastructures, de l’Équipement et de l'Aménagement du territoire du Sénat,. Il développe plusieurs propositions pour le maintien de l’écotaxe et la refonte du bonus-malus,. Il a également été rapporteur de la proposition de résolution sur la circulation des mégacamions et le fret routier européen publié le 3 juillet 2013.
Il a été vice-président, en 2014, de la commission d'enquête sénatoriale sur les « modalités du montage juridique et financier et l'environnement du contrat retenu in fine pour la mise en œuvre de l'écotaxe poids lourds ».

### Biodiversité
Ronan Dantec est président délégué du groupe d'amitié France-Madagascar et pays de l'Océan indien pour la Tanzanie et suit avec attention les questions de trafic de faune sauvage, en particulier de braconnage des éléphants. Il a notamment fait adopter un amendement à la loi du 16 juillet 2013, sur la reconnaissance du trafic d'espèces protégées en bande organisée, qui a permis à la France de durcir son action, avec des sanctions pénales pouvant désormais atteindre sept ans d’emprisonnement et 150 000 euros d’amendes.
En 2016, il est le chef de file des sénateurs écologistes sur le projet de loi « pour la reconquête de la biodiversité, de la nature et des paysages ».

## Activités internationales

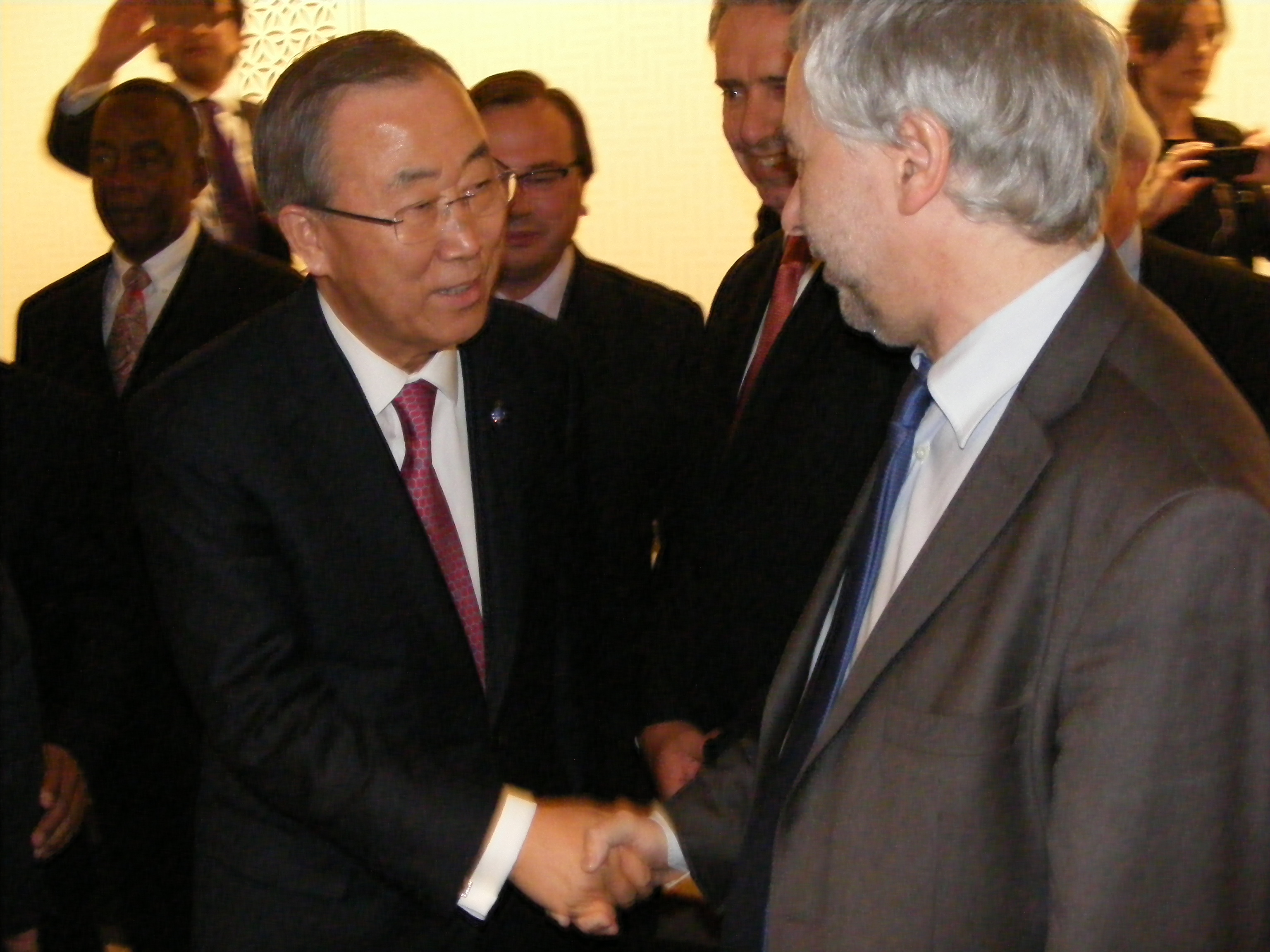
Ronan Dantec avec le secrétaire général de l'ONU, Ban Ki-moon, à New York en décembre 2013.

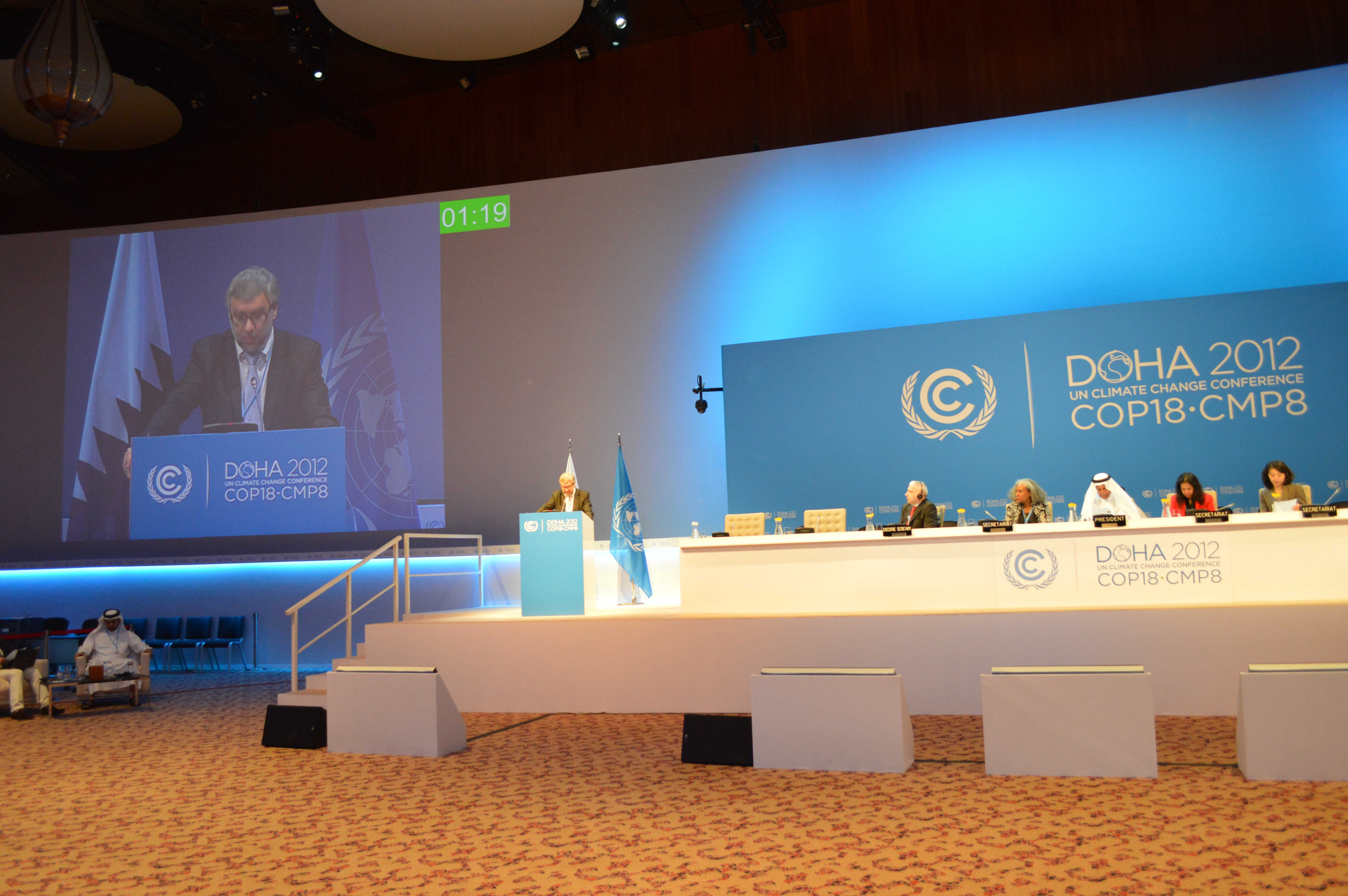
Intervention de Ronan Dantec à Doha lors de la Conférence de l'ONU sur le climat, en décembre 2012.

Depuis 2007, Ronan Dantec est activement engagé dans les négociations internationales sur le changement climatique, en lien avec les responsabilités qu’il occupe dans les réseaux de collectivités territoriales. Il est un acteur des Conférences des Nations unies sur les changements climatiques. Il occupe actuellement les fonctions de : 
- Porte-parole climat-environnement-développement durable et membre du comité directeur de l’Association Française des Communes et Régions d'Europe (AFCCRE)[79],[80];
- Porte-parole climat du Conseil des communes et régions d'Europe (CCRE)[81].

Ronan Dantec a été président du groupe du travail climat du réseau Eurocities des villes européennes à la fin des années 2000. Il a notamment coordonné l’élaboration de la Déclaration des villes d'Europe sur le climat en 2008. Il a également été président du comité d’organisation du Sommet mondial de la ville durable Ecocity, à Nantes, en septembre 2013,. Ce sommet s’est conclu par l’adoption en présence de dizaines de maires et d’élus locaux du monde entier, de la « Déclaration de Nantes »,, feuille de route des gouvernements locaux pour la conférence de Paris de 2015.
Porte-parole climat de l'organisation mondiale Cités et Gouvernements locaux unis (CGLU) entre 2008 et 2021,, il travaille à une meilleure reconnaissance du rôle des territoires dans les négociations internationales,. Cette reconnaissance a notamment été actée dans le Préambule de l’Accord de Cancun en 2010,,. Lors de la même session, il a contribué à l’adoption, dans le cadre du Mécanisme de Développement Propre (MDP), d’un programme de financement de l’action climat pour les villes du Sud (City-wide Program).
En septembre 2013, à la demande du Premier ministre Jean-Marc Ayrault et du ministre délégué au Développement Pascal Canfin, il remet avec Michel Delebarre, sénateur du Nord, un rapport intitulé « Les collectivités territoriales dans la perspective de Paris Climat 2015 : de l’acteur local au facilitateur global »,. Ce rapport comprend trente propositions pour une action renforcée sur les territoires et une collaboration active entre l’État et les collectivités territoriales dans la négociation elle-même.
En 2014, lors du Sommet sur le climat organisé par les Nations unies à New York, il présente le premier texte commun des représentants des groupes d'acteurs non-étatiques reconnus par l'ONU (jeunes, syndicats, agriculteurs, collectivités, ONG, femmes, entreprises, peuples autochtones) pour un Objectif de Développement Durable spécifique sur l’urbanisation durable et les territoires,.
Lors de la COP21, en 2015, il prononce un discours au nom des gouvernements locaux et autorités municipales en faveur d'une mise en action concrète à la suite de l'accord de Paris,.
Depuis 2016, il est le président-fondateur de l’association Climate Chance qui agit pour la stabilisation du climat en visant l’atteinte des objectifs de développement durable. Elle s’efforce de créer des synergies entre la diversité des acteurs agissant à l’échelle territoriale dans l’avancement de l’action climatique. Climate Chance réunit les acteurs non étatiques (collectivités locales, entreprises, ONG, syndicats, communauté scientifique, représentants du monde agricole, de la jeunesse, des peuples autochtones et des femmes) fédérés autour de coalitions sectorielles. L'association agit en tant que catalyseur de l’action climatique en identifiant et en mettant en lumière leurs priorités communes et leurs bonnes pratiques pour démultiplier l’action climatique. L’association a été à l’initiative de Sommets mondiaux des acteurs du climat : à Nantes en 2016, Agadir en 2017, Abidjan en 2018, Accra en 2019 et à Nantes en 2022.

## Ouvrages
- Bretagne(s) du XXe siècle, Éd. Ouest-France, 2010  (ISBN 978-2-7373-5138-9)
- Il y a un siècle, le dimanche, Éd. Ouest-France, 2008  (ISBN 978-2-7373-4548-7)
- Il y a un siècle, l'automobile  (avec Thierry Coulibaly), Éd. Ouest-France, 2007  (ISBN 978-2-7373-4127-4)
- Il y a un siècle, la France ouvrière, Éd. Ouest-France, 2006  (ISBN 2-7373-3631-7)
- Il y a un siècle, le vélo (avec Jean-Noël Mouret), Éd. Ouest-France, 2005  (ISBN 2-7373-3190-0)
- Il y a un siècle, l'enfance, Éd. Ouest-France, 2004  (ISBN 2-7373-3178-1)
- Il y a un siècle, le sport, Éd. Ouest-France, 2003  (ISBN 2-7373-3166-8)
- Il y a un siècle, une France si étrange (avec James Éveillard), Éd. Ouest-France, 2002  (ISBN 2-7373-2814-4)
- Les Bretons dans la presse populaire illustrée (avec James Éveillard), Éd. Ouest-France, 2001  (ISBN 2-7373-2801-2)